# Leval-Chaudeville
Leval-Chaudeville (en wallon Vå-Tchôdveye) est une section de la ville belge de Beaumont située en Wallonie dans la province de Hainaut.
C'était une commune à part entière avant la fusion des communes de 1977.

## Géographie

### Hydrographie

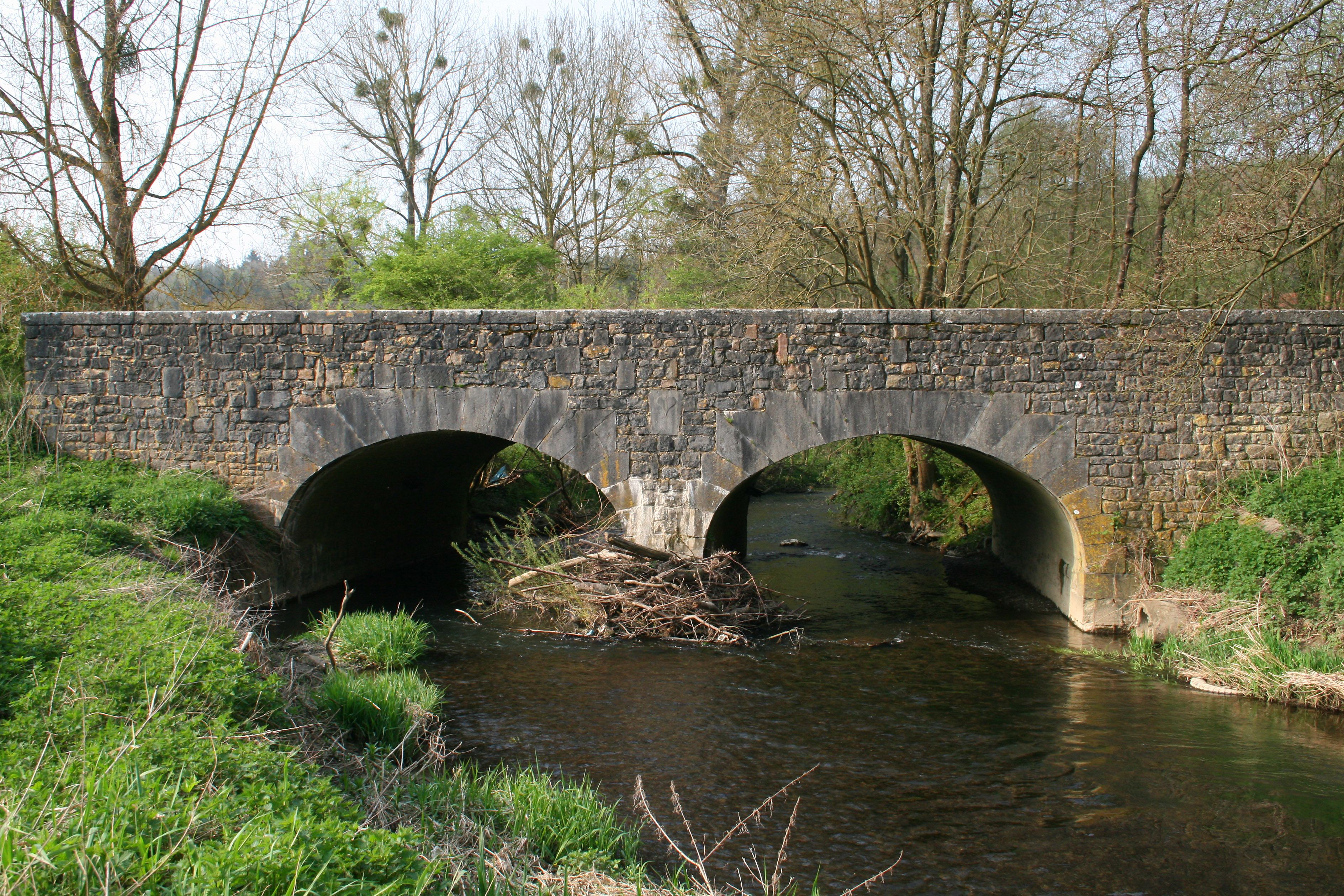
Vieux pont sur la Hantes.

Traversé par la Hantes, son territoire est borné au nord par Bousignies-sur-Roc (France) et Thirimont, à l’est par Beaumont, au sud-est par Solre-saint-Géry et au sud et à l’ouest par Leugnies.

## Évolution démographique
- Sources : INS, Rem. : 1831 jusqu'en 1970 = recensements, 1976 = nombre d'habitants au 31 décembre.

## Histoire
Cette commune est une création de la période française.
Sous l'Ancien Régime, la paroisse était à Chaudeville dont l’église — dédiée à saint Martin et dépendant de l’abbaye de Lobbes jusqu’au XVIIIe siècle — remonte au XIe siècle.
Il existait cependant à Leval une chapelle à la léproserie où étaient soignés les ladres de Beaumont et de Leugnies ; une seconde léproserie accueillait les malades de Leval.
La seigneurie de Chaudeville était un fief de Beaumont tandis que Leval appartenait au comte de Hainaut dès le XIVe siècle. En 1519, Charles-Quint cède ce territoire à Guillaume de Croy-Chèvres, comte de Beaumont.
Jusqu’à la fin du XVIe siècle, les deux hameaux sont taxés avec les villages de la prévôté de Maubeuge ; aussi, en 1678 lors du traité de Nimègue, Louis XIV les annexe pour y renoncer en 1699, au traité de Lille.
Des ardoisières ont été exploitées au Moyen Âge et des tanneurs sont mentionnés le long de la Hantes du XVe au XVIIe siècle. Une filature mécanique de laine établie dans la seconde moitié du XIXe siècle a cessé ses activités en 1960 ; en 1896, elle employait 58 personnes.
Vers 1830, le village comptait 236 habitants et 56 maisons ainsi que 33 chevaux, 14 poulains, 67 bêtes à cornes, 10 veaux, 17 porcs, 280 moutons et 12 ânes. En outre, il y avait 2 pressoirs à huile, un moulin à blé, une scierie de marbre et une carrière de pierre à bâtir ; les habitants s’adonnaient également au filage du lin et à la fabrication de serges et autres lainages.

## Patrimoine
- L'ancienne église Saint-Martin, de style roman[4] et classée le 8 février 1946 au patrimoine de Belgique, fut détruite par un incendie provoqué par la foudre le 27 juin 1967. Elle avait été précédemment incendiée, le 8 octobre 1756, en début d'après-midi. Seul le toit fut touché par l'incendie.

## Personnalité

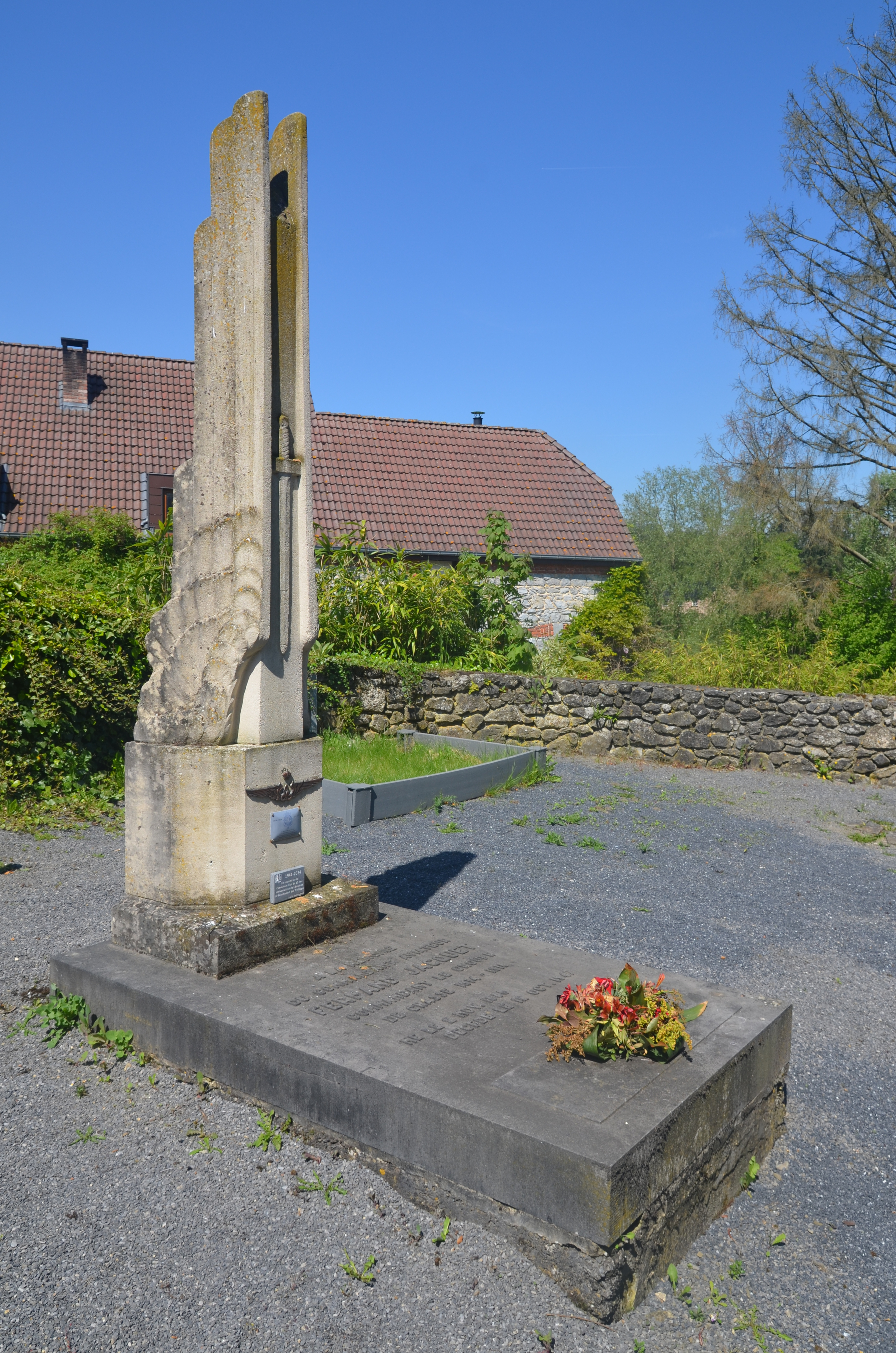
Tombe de Fernand Jacquet.

Dans le cimetière, en face des ruines de l’église Saint-Martin, bâtie au XIe siècle, repose le commandant aviateur Fernand Jacquet, as de la Première Guerre mondiale, qui s’était retiré dans le village. C’est le 17 avril 1915, quelques jours après la 1re victoire aérienne française remportée par Roland Garros, que Fernand Jacquet et son coéquipier abattent un Aviatik allemand. Il terminera la guerre avec 7 victoires homologuées et 9 probables. Fernand Jacquet commandera le groupe de chasse belge, et au total, le groupe sera crédité de 119 victoires homologuées.